# Oumma.com
Pour les articles homonymes, voir Oumma (homonymie).
Oumma.com est un site web à vocations culturelle et informative destiné à la communauté musulmane francophone créé en septembre 1999.
Le site revendique plus de 120 000 abonnés, principalement en France. Il est l'objet de critiques quant à d'éventuelles dérives islamistes ou à la promotion de thèses complotistes.

## Historique
Oumma.com est créé en novembre 1999 par Saïd Branine.
Selon Gilles Kepel, initialement (avant 1999), le site « affichait un caractère plus militant » et se nommait allahouakbar.com.

## Présentation
Le site publie des articles rédigés par différents intervenants. Il met également en ligne des entretiens vidéos avec diverses personnalités, dans une Web TV dénommée OummaTV. Le site a également proposé par le passé des rubriques consacrées à la vie pratique, telles que des petites annonces, une plateforme de recrutement ou une agence matrimoniale. Une sélection d'ouvrages relatifs à l'Islam est aussi disponible.

Selon Gilles Kepel, 

« le site s'est positionné, sans renoncer à un certain nombre de postures communautaires radicales portées par l'islamo-gauchisme qui ne pourraient pas passer le filtre des pages éditoriales de la presse nationale, comme un vecteur d'échange d'informations et d'opinions, dont toutes ne sont pas, tant s'en faut, inspirées par la ligne rédactionnelle de l'équipe qui dirige le portail. En ce sens, celui-ci constitue une interface avec un public dont les appartenances religieuses de départ ne le rendent pas moins disponible à un débat d'idées qui dépasse les cadres doctrinaux rigides des fréristes ou d'autres organisations islamiques. »

## Fréquentation
Revendiquant un nombre de connexions supérieur à 6 millions par mois (en incluant la télévision en ligne Oumma.tv et le forum) et plus de 120 000 abonnés. Selon le reporter Johan Weisz de StreetPress, la fréquentation du site est, en 2012, de « quelques centaines de milliers de visiteurs mensuels ». En 2017, selon Statshow, le site accueille 134 160 visiteurs par mois et selon Alexa Internet, l'essentiel des connexions, en septembre 2017, se fait depuis la France (pour 66,5 %), une part importante provenant d'autres pays francophones : Algérie (8,5 %), Maroc (4,4 %), Belgique (4 %) et Canada (2 %).
Selon l'islamologue Anne-Marie Delcambre, ce site fait partie d'un large essor du web musulman.

## Critiques et controverses

### Soupçons de conspirationnisme et d'islamisme
Pour Christopher Caldwell, le centre Simon-Wiesenthal aurait classé Oumma.com comme un site liée à l'« islamisme extrémiste » et appelant au boycott de produit israéliens. Selon le journaliste François Darras du journal Marianne ainsi que pour Pierre-André Taguieff, c'est un site islamiste,. Pour Sylvain Attal, le site appartient à une mouvance « “antisionistes” radicaux ». Selon Caroline Fourest, ce site est « complotiste et islamiste ».
En mars 2008, le site publie une tribune « violemment anti-israélienne » de Bruno Guigue, en réponse à celle parue le 27 février 2008 dans les colonnes du quotidien Le Monde, titrée « L'ONU contre les droits de l'homme »,. Réagissant à cette polémique, Bernard-Henri Lévy cite Oumma.com comme « l'organe officieux des Frères musulmans en France et, en particulier, de Tariq Ramadan. »
Un télégramme diplomatique américain révélé par WikiLeaks fait référence à Oumma.com et SaphirNews.com, que l’ambassadeur des États-Unis en France, Charles Rivkin, envisage comme des plates-formes adéquates pour rencontrer des « acteurs politiques et médiatiques » avec lesquels des « valeurs » communes sont « partagées »,. Pour Caroline Fourest, la fréquentation et le soutien de l'ambassade des États-Unis à ce site qui « attaque des laïcs » sont ainsi démontrés.
En 2012 après la publication d'un article concernant l’affaire Mérah, le journaliste Johan Weisz de StreetPress écrit à propos d'Oumma.com : « Et si le trip conspirationniste du site d’info musulman était le symptôme d’un mal-être communautaire ? [...] en voulant combattre l’amalgame “musulman égale terroriste” , Oumma.com risque surtout de faire passer les musulmans pour des complotistes. » Le forum du site permettant des commentaires, Anne-Sophie Lamine remarque de nombreux commentaires « critiques de sensibilité salafiste » mais aussi des commentaires de non-musulmans.
Le journal L'Express estime, en 2016, que le site qui « prône un islam tolérant » a relayé, sur certains dossiers, de « fausses informations et des théories conspirationnistes, ce qui entache sa crédibilité. »

### Ancien forum controversé
Cette section ne s'appuie pas, ou pas assez, sur des sources secondaires ou tertiaires indépendantes du sujet. Le texte peut contenir des analyses inexactes ou inédites de sources primaires.
Pour l'améliorer, ajoutez-en, ou placez des modèles {{Source secondaire souhaitée}} ou {{Source secondaire nécessaire}} sur les passages mal sourcés. (juillet 2021)
Jusqu'en 2004, un forum était également hébergé par le site. Certains propos qui ont été tenus par des internautes ont valu au site des accusations d'extrémisme islamiste de la part de Martine Gozlan[source insuffisante] sur Marianne. La rédaction du site a répondu à ces allégations en affirmant que Marianne procède « à un amalgame entre la ligne éditoriale du site Oumma.com et le forum sur lequel n’importe qui peut envoyer n’importe quoi » et omet de son côté « de relever les propos racistes et islamophobes présents depuis plusieurs jours sur [son] forum du magazine Marianne »[source insuffisante].
La Commission nationale consultative des droits de l'homme cite en exemple le forum dans son rapport de 2004 : « le site Oumma, site musulman très fréquenté, possède un forum interne qui est le lieu de multiples débordements à caractère raciste, les modérateurs affirment veiller aux contenus et procèdent effectivement au retrait de certains messages, toutefois de nombreux contenus odieux, négationnistes et antisémites sont présents sur ce forum. Il s’avère que certains intervenants du forum intégriste assabyle interviennent aussi sur le forum Oumma ce qui ne doit pas aider à modérer les message ».
En septembre 2004, les responsables d'Oumma.com ont transféré le forum vers une autre structure indépendante dénommée Mejliss.com[source insuffisante].

### Justice
Le 31 mai 2016, Zouhair Amri, en tant que responsable du site Oumma.com, est condamné pour avoir relayé un article diffamatoire du blogeur Hicham Hamza[réf. souhaitée].